# José Capmany Casamitjana
José Capmany Casamitjana, auch Josep Capmany i Casamitjana, (* 6. März 1920 in Sabadell; † 20. April 1995) war ein spanischer Geistlicher.
Casamitjana wurde am 19. März 1948 im Petersdom zum Priester für das Erzbistum Barcelona geweiht. Von 1949 bis 1960 war er Sekretär von Erzbischof Gregorio Modrego y Casaus. Papst Paul VI. ernannte ihn am 22. Oktober 1968 zum Titularbischof von Casae Medianae und Weihbischof in Barcelona. Am 14. Dezember 1968 weihte Luigi Dadaglio, Apostolischer Nuntius in Spanien, ihn gemeinsam mit Josep Maria Guix, Ramón Torrella Cascante und Ramón Daumal Serra, alle drei ebenfalls danach Weihbischöfe in Barcelona, zum Bischof. Mitkonsekratoren waren Marcelo González Martín, Erzbischof von Barcelona, und Gregorio Modrego y Casaus, ehemaliger Erzbischof von Barcelona.